# Son Goten
Son Goten is een fictief figuur uit de manga Dragon Ball en de anime-series Dragon Ball Z en Dragon Ball GT.
Goten is de jongste zoon van Son Goku en Chichi en dus het kleine broertje van Son Gohan.

## Dragon Ball Z
Goten verschijnt voor het eerst ten tonele na de Cell Games. Zijn grote voorbeeld is zijn broer Gohan, maar de jonge Z-krijger trekt ook veel op met Trunks, de zoon van Vegeta en Bulma. Goten ziet zijn vader pas voor de eerste keer tijdens het 25e Tenkaichi Budokai-toernooi. Goten is de jongste Super Saiyan, en vecht in de jongerenafdeling van het toernooi samen met Trunks. Goten en Trunks fuseren en worden Gotenks, om Majin Boo te vernietigen, maar hij is te sterk. Nadat Majin Boo wordt verslagen, besluit hij niet meer te vechten en gaat hij gewoon naar school. Hij zit achter meisjes aan, tot groot ongenoegen van zijn vader Goku.

## Dragon Ball GT
Tijdens Dragon Ball GT krijgt Goten de opdracht om samen met z'n vader en Trunks de Black Star Dragon Balls te zoeken, maar zijn slimme nichtje Pan steekt hier een stokje voor. Hij vindt het echter niet erg, want nu kan hij bij z'n date Valese blijven en uren met haar aan de telefoon hangen. Als Baby arriveert, wordt Goten als eerste door Baby bezeten. Als Goten weer normaal is, geleidt hij samen met de andere Saiyans energie naar Goku, die daardoor als het ware 'opgeladen wordt, tot een "Full Power" Super Saiyan 4.